# Lijst van oorlogsmonumenten in Rotterdam
De Nederlandse gemeente Rotterdam heeft verschillende oorlogsmonumenten. Hieronder een overzicht.
| Nr.                             | Object                                                     | Herdachte groep | Ontwerper                                                                   | Onthulling        | Type               | Locatie                                   | Plaats                      | Coördinaten                   | Foto                                                       |
| ------------------------------- | ---------------------------------------------------------- | --- | --------------------------------------------------------------------------- | ----------------- | ------------------ | ----------------------------------------- | --------------------------- | ----------------------------- | ---------------------------------------------------------- |
| 609                             | Nederlands erehof                                          | militairen in dienst van het Ned. Kon. 1940-1945                                                                              |                                                                             |                   | begraafplaats/graf | Delftweg 230, 3046 ND                     | Rotterdam                   | 51° 55' 39" NB, 4° 25' 1" OL  | Meer afbeeldingen                                          |
| 726                             | Geallieerd ereveld                                         | geallieerde militairen | Sir Reginald Blomfield (ontwerp Offerkruis)                                 |                   | begraafplaats/graf | Kerkhofweg 6, 3151 TN                     | Hoek van Holland            | 51° 58' 58" NB, 4° 7' 28" OL  | Meer afbeeldingen                                          |
| 743                             | Het Vergeten Bombardement                                  | geallieerde militairen, burgerslachtoffers                                                                                    | Mathieu Ficheroux (1926-2003)                                               | 31 maart 1993     | beeld/sculptuur    | Gijzingplantsoen, 3026                    | Rotterdam                   | 51° 54' 47" NB, 4° 26' 22" OL | Het Vergeten Bombardement                                  |
| 887                             | Monument op het Spinbolplein                               | burgerslachtoffers, verzet Nederland                                                                                          |                                                                             | 4 mei 1990        | kruis              | Spinbolplein, 3052 XS                     | Rotterdam                   | 51° 57' 20" NB, 4° 28' 37" OL | Monument op het Spinbolplein                               |
| 888                             | Monument aan de Achterweg                                  | algemeen, verzet Nederland | Pjotr Müller                                                                | 4 mei 1992        | beeld/sculptuur    | Achterweg, 3191 VA                        | Rotterdam                   | 51° 51' 50" NB, 4° 21' 32" OL | Monument aan de Achterweg                                  |
| 889                             | De Steen aan de Zweth                                      | militairen in dienst van het Ned. Kon. 1940-1945                                                                              |                                                                             | 17 augustus 1945  | gedenksteen        | tegenover de Molenkade, 3046 NV           | Rotterdam                   | 51° 58' 8" NB, 4° 24' 37" OL  |                                                            |
| 890                             | De Steen van de Miljoenen Tranen                           | burgerslachtoffers | Truus Menger-Oversteegen (29-08-1923)                                       | 12 mei 1990       | gedenksteen        | Oudedijk, 3062 AA                         | Rotterdam                   | 51° 55' 38" NB, 4° 30' 36" OL | De Steen van de Miljoenen Tranen                           |
| 891                             | Aandachtscentrum                                           | burgerslachtoffers | Jan Hoogstad                                                                | 14 mei 1991       | overig             | Grotekerkplein 27, 3011 GC                | Rotterdam                   | 51° 55' 18" NB, 4° 29' 4" OL  |                                                            |
| 892                             | De Verwoeste Stad                                          | algemeen, burgerslachtoffers, overig                                                                                          | Ossip Zadkine (1890-1967)                                                   | 15 mei 1953       | beeld/sculptuur    | Plein 1940, 3011                          | Rotterdam                   | 51° 55' 3" NB, 4° 29' 1" OL   | De Verwoeste Stad                                          |
| 893                             | Oorlog en Vrede                                            | algemeen | Giacomo Manzù                                                               | 22 november 1968  | overig             | Grotekerkplein 27, 3011 GC                | Rotterdam                   | 51° 55' 16" NB, 4° 29' 5" OL  | Oorlog en Vrede                                            |
| 894                             | De Razzia van Rotterdam                                    | burgerslachtoffers, verzet Nederland                                                                                          |                                                                             | 9 november 1984   | plaquette          | Coolsingel 40, 3011 AD                    | Rotterdam                   | 51° 55' 21" NB, 4° 28' 44" OL | De Razzia van Rotterdam                                    |
| 895                             | Maasbruggen                                                | overig |                                                                             |                   | beeld/sculptuur    | Toepad 120, 3063 NJ                       | Rotterdam                   | 51° 54' 34" NB, 4° 31' 41" OL | Maasbruggen                                                |
| 896                             | Militairen Mei 1940                                        | militairen in dienst van het Ned. Kon. 1940-1945                                                                              |                                                                             | 4 mei 1950        | plaquette          | Boompjes                                  | Rotterdam                   | 51° 54' 57" NB, 4° 29' 21" OL | Militairen Mei 1940                                        |
| 897                             | Mariniersmonument                                          | militairen in dienst van het Ned. Kon. 1940-1945                                                                              | Titus Leeser (1903-1996)                                                    | 5 juli 1963       | beeld/sculptuur    | Oostplein, 3063 CE                        | Rotterdam                   | 51° 55' 23" NB, 4° 29' 48" OL | Mariniersmonument                                          |
| 898                             | Joods monument bij het stadhuis                            | vervolgden Nederland | Loekie Metz                                                                 | 20 september 1967 | reliëf             | Coolsingel 40, 3011 AD                    | Rotterdam                   | 51° 55' 21" NB, 4° 28' 44" OL | Joods monument bij het stadhuis                            |
| 899                             | Monument op de Joodse begraafplaats                        | vervolgden Nederland | Simon van Thijn                                                             | 7 september 1947  | begraafplaats/graf | Toepad, 3063 NJ                           | Rotterdam                   | 51° 54' 30" NB, 4° 32' 2" OL  | Monument op de Joodse begraafplaats                        |
| 900                             | Oorlogsmonument Vreewijk                                   | algemeen | Joan Bakker (beeld), ir. J. Poot (zuil)                                     | 4 mei 1950        | zuil               | Brink, 3075 JB                            | Rotterdam                   | 51° 53' 15" NB, 4° 30' 41" OL | Oorlogsmonument Vreewijk                                   |
| 901                             | Oorlogsmonument Overschie                                  | algemeen |                                                                             |                   | zuil               | Saenredamplein, 3043 RK                   | Rotterdam                   | 51° 56' 19" NB, 4° 25' 21" OL | Oorlogsmonument Overschie                                  |
| 902                             | Herdenkingsmonument                                        | algemeen | Piet van den Eijnde                                                         | 4 mei 1949        | beeld/sculptuur    | Kasteelweg, 3077 BN                       | Rotterdam                   | 51° 54' 1" NB, 4° 33' 2" OL   | Herdenkingsmonument                                        |
| 903                             | Monument aan de Putselaan                                  | overig |                                                                             |                   | gedenksteen        | Putselaan 180, 3073 JM                    | Rotterdam                   | 51° 53' 53" NB, 4° 29' 59" OL | Monument aan de Putselaan                                  |
| 904                             | Ongebroken Verzet                                          | verzet Nederland | Hubert van Lith (09-01-1906)                                                | 4 mei 1965        | beeld/sculptuur    | Westersingel, 3014 GM                     | Rotterdam                   | 51° 54' 57" NB, 4° 28' 26" OL | Ongebroken Verzet                                          |
| 905                             | Monument voor Britse Vliegers                              | geallieerde militairen | Willem Verbon                                                               | 16 oktober 1946   | reliëf             | Noordsingel, 3035 EG                      | Rotterdam                   | 51° 55' 52" NB, 4° 28' 39" OL | Monument voor Britse Vliegers                              |
| 906                             | Monument op het Samuel Esmeijerplein                       | verzet Nederland | Rob Maingay                                                                 | 1 november 1967   | beeld/sculptuur    | Samuel Esmeijerplein, 3067 AP             | Rotterdam                   | 51° 56' 25" NB, 4° 32' 55" OL | Monument op het Samuel Esmeijerplein                       |
| 907                             | Monument aan de Eerste Pijnackerstraat: Geloof en Vrijheid | verzet Nederland | Loekie Metz                                                                 | 4 mei 1961        | reliëf             | Eerste Pijnackerstraat 102-106, 3035 GV   | Rotterdam                   | 51° 56' 3" NB, 4° 28' 53" OL  | Monument aan de Eerste Pijnackerstraat: Geloof en Vrijheid |
| 908                             | Monument voor Arie den Toom                                | verzet Nederland |                                                                             |                   | gedenksteen        | Victorieuxstraat, 3089 PX                 | Rotterdam                   | 51° 53' 28" NB, 4° 25' 21" OL | Monument voor Arie den Toom                                |
| 909                             | De Vallende Ruiter                                         | verzet Nederland | Marino Marini (beeld), Maarten Struijs (architectonisch decor)              | 3 mei 1958        | beeld/sculptuur    | Mijnsherenlaan 220, 3083 BZ               | Rotterdam                   | 51° 53' 23" NB, 4° 29' 20" OL | De Vallende Ruiter                                         |
| 910                             | Monument op het Hofplein                                   | verzet Nederland | Huib Noorlander                                                             | 12 maart 1969     | kruis              | Hofplein 20, 3032 AC                      | Rotterdam                   | 51° 55' 29" NB, 4° 28' 41" OL | Monument op het Hofplein                                   |
| 911                             | Monument aan de Kralingseweg                               | burgerslachtoffers, verzet Nederland                                                                                          |                                                                             |                   | plaquette          | Kralingseweg 238, 3062 CG                 | Rotterdam                   | 51° 55' 48" NB, 4° 32' 7" OL  | Monument aan de Kralingseweg                               |
| 912                             | Lloyd-monument                                             | koopvaardijpersoneel |                                                                             | 22 november 1947  | overig             | Calandstraat, 3016 CA                     | Rotterdam                   | 51° 54' 24" NB, 4° 28' 33" OL | Lloyd-monument                                             |
| 913                             | Treurende Vrouw                                            | verzet Nederland | Cor van Kralingen (1955)                                                    | 3 mei 1958        | beeld/sculptuur    | Goereesestraat 2, 3083                    | Rotterdam                   | 51° 53' 22" NB, 4° 29' 14" OL | Treurende Vrouw                                            |
| 914                             | Monument aan de Doklaan                                    | verzet Nederland |                                                                             |                   | kruis              | Doklaan                                   | Rotterdam                   | 51° 53' 42" NB, 4° 28' 9" OL  | Monument aan de Doklaan                                    |
| 915                             | Nationaal Koopvaardijmonument                              | koopvaardijpersoneel | Fred Carasso                                                                | 10 april 1957     | beeld/sculptuur    | Boompjeskade                              | Rotterdam                   | 51° 54' 54" NB, 4° 29' 19" OL | Nationaal Koopvaardijmonument                              |
| 916                             | Kruis ter herdenking aan omgebrachte brandweerman          | verzet Nederland |                                                                             |                   | kruis              | Wilhelminakade                            | Rotterdam                   | 51° 54' 25" NB, 4° 29' 21" OL | Kruis ter herdenking aan omgebrachte brandweerman          |
| 917                             | Monument aan de Jan Vermeersingel                          | verzet Nederland |                                                                             |                   | kruis              | Jan Vermeersingel                         | Rotterdam                   | 51° 55' 16" NB, 4° 31' 49" OL | Monument aan de Jan Vermeersingel                          |
| 918                             | Monument Beukendaal                                        | verzet Nederland |                                                                             |                   | kruis              | Beukendaal, 3075 LA                       | Rotterdam                   | 51° 53' 20" NB, 4° 31' 5" OL  | Monument Beukendaal                                        |
| 919                             | Monument aan de Hoflaan                                    | verzet Nederland |                                                                             |                   | kruis              | Hoflaan, 3062 JA                          | Rotterdam                   | 51° 55' 20" NB, 4° 30' 55" OL | Monument aan de Hoflaan                                    |
| 920                             | Monument aan de Boezembocht                                | verzet Nederland |                                                                             |                   | kruis              | Boezembocht                               | Rotterdam                   | 51° 56' 32" NB, 4° 29' 49" OL | Monument aan de Boezembocht                                |
| 921                             | Monument Doelwater                                         | verzet Nederland |                                                                             |                   | kruis              | Doelwater                                 | Rotterdam                   | 51° 55' 24" NB, 4° 28' 46" OL | Monument Doelwater                                         |
| 922                             | Winston Churchill                                          | overig | Willem Verbon                                                               | 30 november 1954  | beeld/sculptuur    | Coolsingel 40, 3000 KP                    | Rotterdam                   | 51° 55' 21" NB, 4° 28' 44" OL | Winston Churchill                                          |
| 923                             | Koningin Wilhelmina                                        | verzet Nederland, overig | Charlotte van Pallandt (1898-1997)                                          | 4 mei 1968        | beeld/sculptuur    | Park bij Euromast bij Heuvellaan          | Rotterdam                   | 51° 55' 22" NB, 4° 28' 15" OL | Koningin Wilhelmina                                        |
| 924                             | Monument aan de Coolsingel                                 | burgerslachtoffers, verzet Nederland                                                                                          |                                                                             |                   | plaquette          | Coolsingel 75, 3012 AD                    | Rotterdam                   | 51° 55' 19" NB, 4° 28' 44" OL | Monument aan de Coolsingel                                 |
| 998                             | Sterker door Strijd                                        | algemeen, overig | Hank Hans (ontwerp), Ru de Gier (uitvoering)                                | 30 november 1951  | beeld/sculptuur    | Coolsingel 40, 3000 KP                    | Rotterdam                   | 51° 55' 21" NB, 4° 28' 44" OL | Sterker door Strijd                                        |
| 999                             | Brits ereveld                                              | geallieerde militairen | Sir Reginald Blomfield (ontwerp Offerkruis)                                 |                   | begraafplaats/graf | Kerkhoflaan 1, 3034 TA                    | Rotterdam                   | 51° 56' 16" NB, 4° 29' 35" OL | Brits ereveld                                              |
| 1000                            | Monument van Berkel                                        | burgerslachtoffers | Johan van Berkel (beeld), ir. Lelieveldt (graf)                             | 30 oktober 1943   | begraafplaats/graf | Kerkhoflaan 1, 3034 TA                    | Rotterdam                   | 51° 56' 16" NB, 4° 29' 35" OL | Monument van Berkel                                        |
| 1001                            | De Vallende Man                                            | militairen in dienst van het Ned. Kon. 1940-1945                                                                              | Cor van Kralingen (1908-1977)                                               | 26 mei 1951       | beeld/sculptuur    | Kerkhoflaan 1, 3034 TA                    | Rotterdam                   | 51° 56' 16" NB, 4° 29' 35" OL | De Vallende Man                                            |
| 1002                            | De Wacht                                                   | verzet Nederland | Louis van Roode                                                             | 5 januari 1947    | zuil               | Kerkhoflaan 1, 3034 TA                    | Rotterdam                   | 51° 56' 16" NB, 4° 29' 35" OL | De Wacht                                                   |
| 1003                            | Rotterdams Verzet                                          | verzet Nederland | Kees Schrikker                                                              | 4 mei 1950        | beeld/sculptuur    | Kerkhoflaan 1, 3034 TA                    | Rotterdam                   | 51° 56' 16" NB, 4° 29' 35" OL | Rotterdams Verzet                                          |
| 1004                            | Leeuwengarde                                               | verzet Nederland |                                                                             | 22 maart 1948     | begraafplaats/graf | Kerkhoflaan 1, 3034 TA                    | Rotterdam                   | 51° 56' 16" NB, 4° 29' 35" OL | Leeuwengarde                                               |
| 1005                            | Nederlandse Volks Militie                                  | verzet Nederland |                                                                             | 1 april 1949      | zuil               | Kerkhoflaan 1, 3034 TA                    | Rotterdam                   | 51° 56' 16" NB, 4° 29' 35" OL | Nederlandse Volks Militie                                  |
| 1673                            | En wij volgen de gang van hun volharding                   | algemeen, verzet Nederland | Hans Leutscher                                                              | 14 april 2000     | gedenksteen        | Bergse Linker Rottekade, 3056 LA          | Rotterdam                   | 51° 57' 21" NB, 4° 31' 8" OL  | En wij volgen de gang van hun volharding                   |
| 1961                            | Pernis, oorlogsmonument                                    | algemeen |                                                                             | 1999              | overig             | Begraafplaats, Ring 548, 3195 XT          | Pernis                      | 51° 53' 19" NB, 4° 23' 14" OL | Meer afbeeldingen                                          |
| 2013                            | Monument aan de Statenweg                                  | algemeen, burgerslachtoffers, verzet Nederland                                                                                | L.H. Timmerman-Papenhuijzen                                                 | 4 mei 1988        | gedenksteen        | Statenweg 147, 3039 HM                    | Rotterdam                   | 51° 55' 41" NB, 4° 27' 36" OL | Monument aan de Statenweg                                  |
| 2014                            | Rozenburg, oorlogsmonument                                 | algemeen, allen | Dhr. A. Haas                                                                | 30 december 1984  | kruis              | Molenweg 40, 3181 AT                      | Rozenburg                   | 51° 54' 12" NB, 4° 15' 12" OL | Rozenburg, oorlogsmonument                                 |
| 2062                            | Vrouw met Duif                                             | burgerslachtoffers | Cor van Kralingen (1955)                                                    | 14 mei 1965       | beeld/sculptuur    | Kerkhoflaan 1, 3034 TA                    | Rotterdam                   | 51° 56' 16" NB, 4° 29' 35" OL | Vrouw met Duif                                             |
| 2064                            | Herrijzend Rotterdam                                       | algemeen, allen, militairen in dienst van het Ned. Kon. 1940-1945, burgerslachtoffers, vervolgden Nederland, verzet Nederland | Mari S. Andriessen (1897-1979)                                              | 4 mei 1957        | beeld/sculptuur    | Stadhuisplein, 3012 AR                    | Rotterdam                   | 51° 55' 21" NB, 4° 28' 38" OL | Herrijzend Rotterdam                                       |
| 2325                            | Plaquette in het NS-station                                | burgerslachtoffers | Ir. H.G.J. Schelling (ontwerp), H.J. Winkelman (uitvoering)                 |                   | plaquette          |                                           | Rotterdam                   | 51° 55' 22" NB, 4° 28' 15" OL | Meer afbeeldingen                                          |
| 2337                            | Monument voor Spoorwegpersoneel                            | burgerslachtoffers |                                                                             |                   | plaquette          |                                           | Rotterdam                   | 51° 55' 22" NB, 4° 28' 15" OL | Monument voor Spoorwegpersoneel                            |
| 2512                            | Monument in het Park                                       | verzet Nederland |                                                                             |                   | gedenksteen        | Parkkade, 3016 GN                         | Rotterdam                   | 51° 54' 12" NB, 4° 28' 17" OL | Monument in het Park                                       |
| 2514                            | Plein Loods 24                                             | vervolgden Nederland | ir. Paul Achterberg (vormgeving plein), Pieter Figdor (verlichtingselement) |                   | overig             | Stieltjesstraat, 3071 JX                  | Rotterdam                   | 51° 54' 37" NB, 4° 29' 45" OL | Plein Loods 24                                             |
| 2612                            | Monument Koninklijke Vopak N.V.                            | burgerslachtoffers |                                                                             |                   | plaquette          | Westerlaan 10, 3016 CK                    | Rotterdam                   | 51° 54' 20" NB, 4° 28' 26" OL | Monument Koninklijke Vopak N.V.                            |
| 2790                            | Monument voor operatie Manna                               | overig | Ruud Reutelingsperger (Kunstenaarsgroep Observatorium)                      | 28 april 2006     | overig             | Rijksweg A20                              | Rotterdam                   | 51° 57' 1" NB, 4° 13' 60" OL  | Monument voor operatie Manna                               |
| 3035                            | Indië-monument                                             | militairen in dienst van het Ned. Kon. na 1945, militairen in dienst van het Ned. Kon. 1940-1945                              |                                                                             | 13 maart 1999     | plaquette          | Overschiese Dorpsstraat 95, 3043 CP       | Rotterdam                   | 51° 56' 21" NB, 4° 25' 10" OL | Indië-monument                                             |
| 3036                            | Indië-monument                                             | militairen in dienst van het Ned. Kon. na 1945                                                                                | Maarten Struijs, gemeentearchitect                                          | 13 juni 1998      | zuil               | Kerkhoflaan 1, 3034 TA                    | Rotterdam                   | 51° 56' 16" NB, 4° 29' 35" OL | Indië-monument                                             |
| 3037                            | Monument voor Hendrik Goudappel                            | militairen in dienst van het Ned. Kon. na 1945                                                                                |                                                                             | 25 april 1996     | overig             | Molenweg 40, 3181 AT                      | Rozenburg                   | 51° 54' 12" NB, 4° 15' 12" OL | Monument voor Hendrik Goudappel                            |
| 3078                            | Korea-monument                                             | militairen in dienst van het Ned. Kon. na 1945                                                                                |                                                                             | 24 juni 2000      | gedenksteen        | Kerkhoflaan 1, 3034 TA                    | Rotterdam                   | 51° 56' 16" NB, 4° 29' 35" OL | Korea-monument                                             |
| 3084                            | Plaquette in het ABN AMRO-kantoor aan de Coolsingel        | burgerslachtoffers |                                                                             |                   | plaquette          | Coolsingel 119, 3012 AG                   | Rotterdam                   | 51° 55' 10" NB, 4° 28' 48" OL |                                                            |
| 3387                            | De Schaduw                                                 | militairen in dienst van het Ned. Kon. 1940-1945, burgerslachtoffers, overig                                                  | Onno Poiesz                                                                 | 22 oktober 2009   | beeld/sculptuur    | Coolhaven 375, 3015 GC                    | Rotterdam                   | 51° 54' 34" NB, 4° 27' 33" OL | De Schaduw                                                 |
| 3506                            | Oorlogsmonumenten in kerk Vrede en Verzoening              | algemeen | Willem Thijs                                                                |                   | overig             | Reyerdijk, 3079 NC                        | Deelgemeente IJsselmonde    | 51° 52' 55" NB, 4° 32' 49" OL |                                                            |
| 3575                            | Executies Pleinweg                                         | verzet Nederland |                                                                             |                   | beeld/sculptuur    | Mijnsherenlaan, 3083 BZ                   | Rotterdam                   | 51° 53' 24" NB, 4° 29' 20" OL | Executies Pleinweg                                         |
| 3618                            | HAL-monument                                               | koopvaardijpersoneel | Martien Hoegen                                                              | 4 november 2010   | beeld/sculptuur    | Katendrecht, 3072                         | Rotterdam                   | 51° 53' 56" NB, 4° 28' 16" OL | HAL-monument                                               |
| 3621                            | Plaquette in de Kuip                                       | burgerslachtoffers, verzet Nederland                                                                                          |                                                                             | 10 november 2010  | plaquette          | Van Zandvlietplein 1, 3077 AA             | Rotterdam                   | 51° 53' 40" NB, 4° 31' 17" OL | Plaquette in de Kuip                                       |
| 3671                            | Kindertransport monument Channel Crossing to Life          | vervolgden Nederland, burgerslachtoffers                                                                                      | Frank Meisler                                                               | 30 november 2011  | beeld/sculptuur    |                                           | Hoek van Holland            |                               | Kindertransport monument Channel Crossing to Life          |
| 3681                            | Plaquette aan de Breepleinkerk                             | vervolgden Nederland |                                                                             | 5 november 2011   | plaquette          | Breeplein, 3074 PA                        | Rotterdam                   | 51° 53' 26" NB, 4° 30' 52" OL | Plaquette aan de Breepleinkerk                             |
| 3754                            | Monument in de Erasmus Universiteit                        | burgerslachtoffers | Joop van Kralingen                                                          | 28 februari 1948  | beeld/sculptuur    | Medische Faculteit Rotterdam, 3062 PA     | Rotterdam                   | 51° 55' 8" NB, 4° 31' 33" OL  | Monument in de Erasmus Universiteit                        |
| Dit oorlogsmonument op Wikidata | Gedenkplaat personeel der gemeente Rotterdam               | burgerslachtoffers, verzet Nederland                                                                                          | Leo Voskuyl (ontwerp), Adriaan van der Plas (uitvoering)                    | 1948?             | plaquette          | Coolsingel 40, 3011 AD                    | Rotterdam                   | 51° 55' 21" NB, 4° 28' 44" OL | Meer afbeeldingen                                          |
|                                 | Stolpersteine                                              | vervolgden Nederland | Gunter Demnig                                                               |                   | reliëf             | Zie oa Stolpersteine in Rotterdam-Centrum | Hoek van Holland, Rotterdam |                               | Meer afbeeldingen                                          |
| 4547                            | Razzia Monument                                            | burgerslachtoffers van de Razzia van Rotterdam                                                                                | Anne Wenzel                                                                 | 10 november 2023  | beeld/sculptuur    | Parkkade, 3016 GN                         | Rotterdam                   | 51° 54' 16" NB, 4° 28' 28" OL | Meer afbeeldingen                                          |